# Ган (острів)
Ган (діверхі: ގަން) — найбільший острів Мальдівів, частина атолу Лаам. Острів входить у склад Мальдів. Площа суші — 5,1659 км². Населення (2009 рік) — 2670 чоловік.

## Географія
Острів Ган розташований у західній частині атолу Лаам, в 240 км на південь від Мале, столиці Мальдівських островів. Простягнутий з півночі на південь майже на 9 км. Найбільша ширина - 1,45 км, але подекуди вона не перевищує 242 м. Має коралове походження. Суходіл складається переважно з вапняку. Природних поверхневих водойм немає.
У 2004 році острів постраждав від грудневого цунамі. Оскільки острів низький, йому може загрожувати підвищення рівня океану через глобальне потепління.

### Клімат
Острів знаходиться у зоні, котра характеризується вологим тропічним кліматом. Найтепліший місяць — квітень із середньою температурою 28,3 °C (83 °F). Найхолодніший місяць — грудень, із середньою температурою 26,7 °С (80 °F).
| Клімат Гана             | Клімат Гана | Клімат Гана | Клімат Гана | Клімат Гана | Клімат Гана | Клімат Гана | Клімат Гана | Клімат Гана | Клімат Гана | Клімат Гана | Клімат Гана | Клімат Гана | Клімат Гана |
| Показник                | Січ.        | Лют.        | Бер.        | Квіт.       | Трав.       | Черв.       | Лип.        | Серп.       | Вер.        | Жовт.       | Лист.       | Груд.       | Рік         |
| Середній максимум, °C   | 30          | 30          | 30          | 31          | 31          | 30          | 31          | 30          | 30          | 30          | 30          | 30          | 30          |
| Середня температура, °C | 27          | 27          | 27          | 28          | 28          | 27          | 28          | 27          | 27          | 27          | 27          | 26          | 27          |
| Середній мінімум, °C    | 25          | 25          | 25          | 25          | 25          | 25          | 25          | 24          | 24          | 24          | 24          | 23          | 25          |
| Норма опадів, мм        | 290         | 50          | 320         | 90          | 160         | 270         | 120         | 160         | 210         | 330         | 210         | 170         | 2430        |
| Днів з дощем            | 10          | 4           | 10          | 5           | 6           | 13          | 7           | 9           | 8           | 11          | 8           | 9           | 90          |
| Вологість повітря, %    | 83          | 80          | 77          | 78          | 80          | 81          | 80          | 82          | 82          | 81          | 83          | 83          | 81          |
| ----------------------- | ----------- | ----------- | ----------- | ----------- | ----------- | ----------- | ----------- | ----------- | ----------- | ----------- | ----------- | ----------- | ----------- |
| Джерело: Weatherbase    |             |             |             |             |             |             |             |             |             |             |             |             |             |

## Історія
Предки сучасних мальдівців, жителі острова Ган, прибули сюди у другій половині 1-го тисячоліття до нашої ери. У 1923 році археологи знайшли руїни буддистського храму - монастиря Гаму Хейфеллі. Сюди входять залишки двох будівель та ступи. Храм діяв до 1153 року, коли дівехи (мальдівці) прийняли іслам.
У 2004 році населення острова Ган сильно постраждало від цунамі у Індійському океані.

## Інфраструктура
Острів Ган фактично виконує роль адміністративного центра атолу Лаам. Має кілька населених пунктів. На півдні острова був побудований порт. Ган пов'язаний шосе з сусідніми населеними островами. Також у Гані є початкова та середня школи, лікарня та відділення Національного банку.
Основні заняття жителів острова — це рибальство та землеробство, але вони спрямовані насамперед для власних потреб. У 2011 році було відкрито туристичне містечко, привабливе для любителів підводного плавання.